# Anolis inexpectatus
Anolis inexpectatus (сосновий кущовий аноліс) — вид ігуаноподібних ящірок родини анолісових (Dactyloidae). Ендемік Куби.

## Поширення і екологія
Соснові кущові аноліси мешкають на сході Куби, в провінціях Ольгін і Гуантанамо. Вони живуть в соснових лісах і вологих тропічних лісах на рівнинах і в передгір'ях. Зустрічаються на висоті від 150 до 800 м над рівнем моря.

## Збереження
МСОП класифікує цей вид як такий, що перебуває під загрозою зникнення. Anolis inexpectatus загрожує знищення природного середовища.